# Конституція США
Конститу́ція США (англ. United States Constitution) — основний закон Сполучених Штатів Америки. Чинна сьогодні Конституція США була прийнята 17 вересня 1787 року Конституційним конвентом у Філадельфії і ратифікована в усіх 13 тодішніх американських штатах. Конституція США є найстарішою федеральною конституцією. Оригінал цього історичного документу перебуває у Вашингтоні (округ Колумбія).

## Конституція
Складається з преамбули, 7 статей і 27 поправок — які не увійшли в основний текст норм. Написана від першої особи і починається із слів «Ми, народ Сполучених Штатів…». Конституційний контроль здійснюється Верховним судом. Поправки приймаються конгресом — 2/3 голосів або спеціально скликаним конституційним конвентом, після чого повинні дістати схвалення 3/4 законодавчих зборів або конвентів штатів. Всього пропонувалося кілька тисяч поправок, переважна більшість яких були відхилені. Перші десять прийнятих поправок, що вступили в силу в 1791 році, відомі як Білль про права. Серед інших відомих — поправка XIII про відміну рабства, поправки про введення і скасування сухого закону (XVIII і XXI). Найбільш багатостраждальною стала поправка XXVII про обмеження права конгресменів підвищувати собі зарплату, запропонована в 1789 році і ратифікована через 203 роки опісля — 7 травня 1992 року.

## Історія
Конституція США — одна з перших писаних конституцій і одна з «найстаріших», що вироблялися на національному рівні, і діють донині. Вона була розроблена і прийнята Конституційним конвентом у Філадельфії в травні-вересні 1787 року.
Конституції 1787 року передувало ухвалення Декларації незалежності від 4 липня 1776 року. Вона була проголошена під час боротьби з Великою Британією представниками тринадцяти британських колоній — Вірджинії, Массачусетсу, Північної Кароліни, Південної Кароліни, Меріленда, Род-Айленда, Коннектикуту, Нью-Джерсі, Нью-Гемпшира, Нью-Йорка, Делавера, Пенсильванії та Джорджії. Війна за незалежність примусила штати укласти в 1777 році конфедеративний союз. У 1783 році війна була завершена укладенням Версальського договору, що визнав незалежність колоній.

### Виникнення: від воєнного стану до конституції
Військова система часів війни за незалежність була серією імпровізацій і явно була не досить доброю. Первинна ідея полягала в тому, що США є зібранням штатів як суверенних утворень з метою забезпечити державу-парасольку над ними. Також головними хто придумав Конституцію були 3 шляхетних лицарі ця держава повинна була відправляти функції, які штати побажають йому делегувати. Народ в цьому процесі ніяк не був задіяний — тільки в тому, що вибирав законодавчі органи штатів. Важливо зрозуміти: перша революція, військова і політична, привела до створення імпровізованої форми правління конгресу, за нею послідувала друга революція, яка привела до створення американської конституції, як ми її знаємо. Друга революція почалася під час війни і була (відповідно до старої англійської традиції) органічною відповіддю на виниклі потреби, перш за все фінансові.
Ініціатором створення конституції був Александер Гамільтон, який не народився на території США, не міг стати президентом і тому зосередився на створенні загальнонаціональної фінансової системи з твердою валютою замість інфляційних військових грошей. Однодумцем Гамільтона став уродженець Вірджинії Джеймс Медісон. Справі допоміг випадок. Вірджинія і Меріленд посперечалися про те, кому мають платити мита кораблі, що плавають з товарами по Потомаку. Медісон, що представляв Вірджинію, запропонував скликати нараду двох штатів у президента Джорджа Вашингтона. Досягнута угода про основи митної і фінансової взаємодії, до якої приєдналася Пенсильванія, ратифікував конгрес. Успіх угоди спонукав Медісона розширити пропозиції Гамільтона про єдину американську фінансову систему і розробити єдину американську конституцію.
Її головним елементом стало те, що національний уряд має справу безпосередньо з народом (а не за посередництва штатів) і отримує свою владу безпосередньо від народу (а не від штатів). Саме Медісону належить чеканна фраза американської конституції «Ми, народ», яка означає, що народ є сувереном, який делегує свої повноваження одночасно і загальнонаціональному уряду, і урядам штатів. Тим самим національний уряд отримує право в рамках своєї компетенції не тільки діяти самостійно, але і обмежувати дії штатів.
У 1787 році представники 13 штатів зібралися у Філадельфії для того, щоб переглянути статус конфедерації. В результаті засідань Конвенту, що продовжувалися з 14 травня по 17 вересня, був не тільки переглянутий статус союзу, але і вироблена Конституція нової держави. У цьому документі відбилися головним чином інтереси соціальних груп, представлених в Конвенті, — рабовласників, земельної аристократії, крупної буржуазії.
Відповідно до статті VII Конституція набрала чинності після затвердження спеціальними ратифікаційними конвентами 9 з 13 штатів 21 червня 1788 року.
13 вересня 1788 року Континентальний Конгрес прийняв резолюцію про введення Конституції в дію. 4 березня 1789 року почали роботу нові федеральні органи влади, створені відповідно до нової Конституції.
Первинний текст Конституції головним чином визначив структуру органів державної влади, їхні взаємини, побудовані на основі «принципу розподілу влади» (принцип Шарля Монтескье 1689-1755) на Законодавчу (Конгрес), виконавчу (Президент) и судову (Верховний Суд), «стримувань і противаг». Конституція розподіляла компетенцію «по горизонталі» на федеральному рівні (статті I‑III), «по вертикалі» (між Союзом і штатами — статті I і IV), встановлювала порядок зміни Основного закону (стаття V), містила різнопланові положення в статті VI, частина з яких втратила силу (про визнання Сполученими Штатами доконституційних боргів), а інші, навпаки, набули особливого значення (наприклад, норми про співвідношення внутрішнього і міжнародного права). Нарешті, стаття VII говорить про набуття чинності самої Конституції.

### Поправки до конституції
З часу ратифікації Конституція США помітно змінилася. Ці зміни торкнулися головним чином трьох напрямів: поліпшення функціонування центральних органів державної влади, розвитку виборчого права і розвитку прав громадян. У 1791 році був ратифікований Білль про права — перші десять поправок до Конституції, які гарантують особисті права громадян і відповідно обмежують повноваження державних органів. До них слід додати XIII поправку (вона була зроблена в 1865 році), що заборонила рабство і підневільні роботи, окрім випадків покарання за злочин, і XIV поправку (1868 рік), що встановила умови рівного доступу до отримання американського громадянства
Питання функціонування центральних органів державної влади відображені в п'яти поправках: XII (1804 рік) — про вибори президента США; XVII (1913 рік) — про вибори сенаторів шляхом прямого загального голосування; XX (1933 рік) — про вступ до посади президента країни; XXII (1951 рік) — про те, що мандат президента може бути відновлений тільки один раз, і XXV (1967 рік) — про заміщення президента і віце-президента.
Первинний текст Конституції надав штатам свободу в організації виборів. Кожний з них мав право встановлювати норми виборчого права. Ця свобода штатів поступово була обмежена низкою послідовних поправок: XV поправкою (1870 рік), що заборонила штатам обмежувати право голосу за підставами раси, кольору шкіри або колишнього знаходження в рабстві; XIX поправкою (1920 рік), що заборонила відмовляти в праві голосу жінкам; XXIII поправкою (1963 рік), що дозволила брати участь у виборах жителям федерального округу Колумбія, і, нарешті, XXIV поправкою (1964 рік), що заборонила оспорювати або обмежувати право голосу внаслідок несплати будь-якого виборчого податку або іншого податку. Подібна практика існувала в деяких штатах, що встановлювали мінімальний розмір таких сплат, який зазіхав головним чином на права чорношкірого населення; рівень доходів останніх був, як правило, менш високим, чим у білого населення. Іншими словами, XXIV поправка скасувала майновий ценз, що існував на певній частині країни. У 1971 році XXVI поправка понизила віковий ценз активного виборчого права до 18 років.
Дотепер ратифіковано 27 поправок до Конституції США, 7 інших були передані на ратифікацію, але не дістали схвалення штатів. З числа останніх особливе значення мала поправка про рівність чоловіків і жінок. Запропонована в 1977 році, вона не була ратифікована необхідним числом штатів, хоча Конгрес і продовжував термін ратифікації. Безліч поправок, будучи запропонованими, не знаходили схвалення в палатах Конгресу. Одна з найостанніших, що не отримала необхідного числа голосів в Сенаті, містила норми про заборону осквернення американського прапора (Flag desecration Amendment); вона була відхилена в березні 2000 року.
Конституція США досі містить чимало анахронізму. Наприклад, забороняє в мирний час поміщати солдатів на постій без згоди власника будинку або надає Конгресу право видавати каперські свідоцтва (документи, що надавали право приватним судновласникам захоплювати торгові судна ворожих держав).
Ведуться суперечки про XII поправку до Конституції США — чи є Колегія виборців гарантом стабільності політичної системи країни або, навпаки, даремним анахронізмом. Багато хто виступає за те, щоб зробити президентські вибори прямими. Опитування, проведене на сайті компанії CNN, засвідчило, що 69 % американців вважають необхідною реформу діючої системи.

## Преамбула
|  | Ми, народ Сполучених Штатів, щоб створити досконаліший союз, установити правосуддя, забезпечити внутрішній спокій, запровадити спільну оборону, сприяти загальному добробуту та убезпечити нам самим і нашим нащадкам блага свободи - видаємо і встановлюємо цю Конституцію для Сполучених Штатів Америки |

Таким чином, виділяється п'ять цілей Конституції:
- Забезпечення кращої кооперації між штатами
- Гарантія справедливості і громадського порядку
- Забезпечення захисту від зовнішніх ворогів
- Забезпечення процвітання населення
- Захист свобод в сьогоденні і в майбутньому

Преамбула містить виключно важливе положення про те, що Конституція приймається народом Сполучених Штатів в цілому. У Конституції США відсутня окрема глава про права і свободи громадян, яка є в більшості сучасних конституцій (частково цей недолік був усунутий після прийняття Білля про права), оскільки творці Конституції вважали, що основні права вказані в преамбулі.

## Законодавча влада
Стаття I присвячена законодавчої влади, яку уособлює Конгрес США, що включає в себе Палату представників (нижньої палати) і Сенат (верхню палату). У статті описані процедура виборів в кожну з палат, вимоги до кандидатів, повноваження Конгресу і законодавчий процес. Стаття гарантує імунітет сенаторів і представників від переслідування за думки, висловлені в ході дебатів, і заробітну плату на весь термін мандату. У 1819 році верховний суд США під головуванням Джона Маршалла розглянув справу Маккаллох проти Меріленда і постановив, що конгрес має право приймати закони і з питань, які прямо не віднесені до її відання Статтею I, якщо це необхідно для того, щоб здійснювати зазначені в Конституції повноваження. У 1913 році Сімнадцятої поправкою до Статті I було внесено важлива зміна, яке встановлювало прямі вибори сенаторів. До цього сенатори обиралися легислатурами штатів. Конституція закріпила основні процедури роботи парламенту. Кворум встановлений на рівні більшості від обраного числа членів палати. При цьому чітко вказано, що за відсутності кворуму палата може приймати рішення лише про оголошення перерви або вжиття заходів щодо забезпечення кворуму. Закріплено право однієї п'ятої присутніх членів палати вимагати проведення будь-якого голосування в поіменному режимі, а також право кожної палати самостійно приймати регламент своєї роботи. Цікавою особливістю статті 1 Конституції США стала процедура вирішення виборчих суперечок: будь-які суперечки щодо легітимності мандата депутата або сенатора вирішує та палата, членом якої він є.

## Виконавча влада
У статті описані порядок виборів, вимоги до кандидата в президенти, клятва, яку президент приносить при вступі на посаду, повноваження президента. Також стаття вводить інститут віце-президента США, який обирається одночасно з президентом. Двадцять п'ята поправка закріпила правило, згідно з яким віце-президент займає посаду президента в разі дострокового припинення його повноважень. Початковий текст був невдало сформульоване і залишав можливість різного тлумачення того, чи стає віце-президент президентом або просто виконує його обов'язки до наступних виборів. Перший прецедент трапився в 1841 році, коли дев'ятий президент Вільям Генрі Гаррісон помер через місяць після вступу на посаду, і віце-президент Джон Тайлер став десятим президентом. Таким чином Двадцять п'ята поправка закріпила правило. У 1951 році була ратифікована Двадцять друга поправка, яка встановила, що ніхто не може займати пост президента більше двох термінів. Крім того, в цій же статті передбачена можливість відмови від посади всіх цивільних посадових осіб, включаючи президента (імпічмент). У розділі 2 Статті II згадуються «вищі посадові особи кожного з департаментів виконавчої влади» (англ. Principal Officer in each of the executive Departments). Фактично це єдина згадка про кабінет президента США — аналог уряду.

## Судова влада
Стаття III описує судову систему США, яка складається з Верховного суду і нижчих судів, які повинні бути засновані конгресом. Верховний суд є судом першої інстанції по дуже обмеженому переліку справ, всі інші справи можуть розглядатися Верховним судом в порядку перегляду. Судді всіх судів незмінні. У цій же статті встановлено обов'язковий розгляд всіх кримінальних справ судами присяжних і дано визначення державної зради.

## Рівність штатів
Стаття IV стосується взаємин між штатами і федерацією. Вона передбачає обов'язок посадових осіб штатів надавати «повна довіра і повага» (англ. Full faith and credit) офіційним актам (в тому числі судовим актам) і документам інших штатів і забороняє дискримінацію громадян інших штатів. Встановлюється принцип судової юрисдикції за місцем скоєння злочину та кореспондуючий йому обов'язок штату, в якому знаходиться обвинувачений, видати його владі штату, в якому він повинен постати перед судом. Розділ 3 встановлює порядок прийняття нового штату (рішення приймається конгресом) і утворення нового штату на території існуючих штатів (додатково потрібна згода законодавчих органів зацікавлених штатів). У розділі 4 гарантується республіканська форма правління в кожному штаті і встановлено обов'язок федерації забезпечити захист кожного штату від зовнішнього вторгнення і внутрішніх заворушень.